# حسینقلی فراهانی
میرزا حسین‌قلی فراهانی معروف به آقا حسینقلی (۱۲۳۰، فراهان – ۱۲۹۴، تهران)، از نوازندگان سرشناس تار اواخر دوران قاجار بود. او فرزند کوچک‌تر علی‌اکبر فراهانی نوازنده معروف تار اوایل حکومت ناصرالدین‌شاه بود. آقا حسینقلی شاگرد برادر بزرگ خود میرزا عبدالله فراهانی و سپس شاگرد پسرعمو یا پدرخوانده خود آقا غلامحسین فراهانی شد.
آقا حسینقلی، برای پر کردن صفحهٔ گرامافون به همراه گروهی نوازنده به پاریس سفر کرد و صفحاتی را ضبط کرد که بعدها جریان این سفر دستمایه داستانی تاریخی-تخیلی برای علی حاتمی در فیلم دلشدگان گشت.
دو فرزند او یعنی علی‌اکبر شهنازی و عبدالحسین شهنازی نیز بعدها از نوازندگان سرشناس تار شدند. ردیف آقا حسینقلی که فرزند بزرگش علی‌اکبر شهنازی، روایت و ضبط کرده، یکی از ردیف‌های معروف موسیقی ایرانی است.

## زندگی هنری
آقا حسینقلی ابتدا شاگرد برادر بزرگ خود میرزا عبدالله فراهانی بود و سپس شاگرد پسرعمو یا پدرخوانده خود آقا غلامحسین فراهانی شد. او ساز تار را با مهارت بسیار می‌نواخت و به اصول نوازندگی پایبندی جدی داشت، چنانکه در زمانی که تار شش‌سیم در حال رواج یافتن بود، او سیم ششم تار را قطع می‌کرد و با پنج سیم تار می‌نواخت. مهارت وی در نواختن ساز تار، از برادش میرزا عبدالله فراتر بود.

### تأثیرات
آقا حسینقلی، برای پر کردن صفحهٔ گرامافون به همراه گروهی نوازنده به پاریس سفر کرد و صفحاتی را ضبط کرد که بعدها جریان این سفر دستمایه داستانی تاریخی-تخیلی برای علی حاتمی در فیلم دلشدگان گشت.
در ردیف منتظم الحکماء گوشه‌ای به نام آقاحسینقلی در ردیف آوازی افشاری ثبت شده که احتمالاً از ابداعات آقا حسینقلی است.

## شاگردان
از جمله شاگردان آقا حسینقلی می‌توان به ارفع الملک، میرزا غلامرضای شیرازی، باصرالدوله، علی‌محمد فخام بهزادی، علینقی وزیری، غلامحسین درویش، آقا رضاخان (داماد آقا حسینقلی و پسر آقا غلامحسین فراهانی)، اسماعیل شیرازی (فرزند داوود شیرازی)، خلیل فهیمی (فهیم الملک)، یوسف فروتن، جهانشاه میرزا بیابانی، محسن میرزا ظلی، سلطان مجید میرزا رخشانی (خازن الدوله)، شهاب دفتری، سراج، محمدرضا سالار معزز، مرتضی نی‌داوود، معزالدین غفاری و حسینقلی غفاری (فرزندان کمال‌الملک)، محمود وقار، نسقچی‌باشی، میرزا امان‌الله امانی، کمال‌زاده، اسدالله سرور کرمانی (سرور حضور)، و حاج غلامرضا اشاره کرد. همچنین علی‌اکبر شهنازی و اسماعیل قهرمانی نیز از شاگردان وی بودند.

## آثار ضبط‌شده
آقا حسینقلی در سه دوره آثار خود را کرد: در سال ۱۲۸۴ خورشیدی (۱۹۰۵ میلادی)، او برای اولین بار قطعاتی را روی صفحه گرامافون ضبط کرد؛ در دو دورهٔ دیگر هم (در ۱۹۰۷ میلادی معادل ۱۲۸۶ خورشیدی در پاریس، و در ۱۲۹۱ خورشیدی در تهران) ضبط صفحه‌های موسیقی ضبط کرد.

## زندگی شخصی
آقا حسینقلی چند فرزند داشت، از جمله یک دختر که با باقرخان رامشگر ازدواج کرد، و دو پسرش علی‌اکبر شهنازی و عبدالحسین شهنازی که بعدها از نوازندگان سرشناس تار شدند.
آقا حسینقلی در سال ۱۲۹۴ ه‍.خ (برابر با ۱۳۳۴ ه‍.ق) درگذشت.

## گالری تصاویر

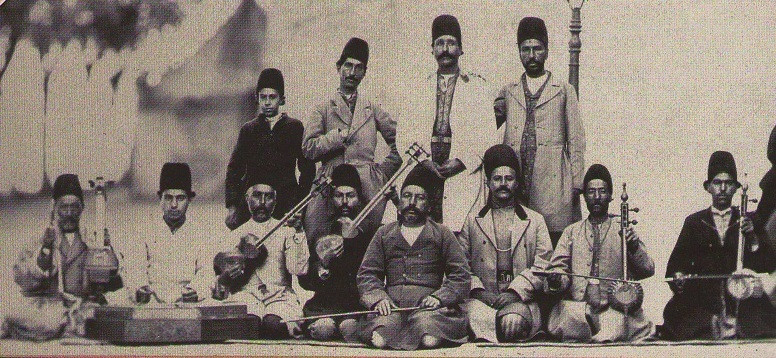
تصویری از موسیقی‌دانان دورهٔ قاجار. این تصویر در خلال مراسم روز طبخ آش در شهرستانک گرفته شده‌است. نفرات نشسته از راست عبارتند از: حسین کریم کور و قلی خان (نوازندگان کمانچه)، سماع حضور که دستش را روی پاهایش گذاشته‌است، محمدصادق‌خان (سرور الملک) که رئیس گروه نوازندگان دربار بود و عصایی در دست دارد، آقا حسینقلی و میرزا عبدالله (نوازندگان تار)، آقا مطلب پسر محمدصادق‌خان نوازنده سنتور، و آقا غلامحسین (نوازنده کمانچه و پدر سماع حضور، که سازی ابداعی شبیه کمانچه در دست دارد). نفرات ایستاده از راست عبارتند از: ابراهیم کربلایی سعید، میرزا ابوالقاسم ضرب گیر (خواننده)، یوسف خان معیری (خواننده) و عبدالله پسر کوچک محمدصادق‌خان (پسر نوجوان)